# Царь Иван Грозный (фильм)
«Царь Ива́н Гро́зный» — исторический фильм 1991 года режиссёра Геннадия Васильева по мотивам повести Алексея Константиновича Толстого «Князь Серебряный». Время действия — царствование Ивана Грозного.
Фильм состоит из двух серий: «Возвращение» и «Казни». Исходное рабочее название фильма «Князь Серебряный» было заменено на «Царь Иван Грозный» после конфликта продюсера с исполнителем главной роли.

## Сюжет
Вернувшись на родину, молодой князь Серебряный узнаёт, что за время его отсутствия царь Иван Васильевич ввёл на Руси новые порядки, учредил опричнину, и опричники именем царя вершат беззаконие. Серебряный вступается за крестьян, на которых напали опричники, заодно освобождая двоих пленников, оказавшихся пойманными разбойниками. Приехав в Москву, он узнаёт также, что его возлюблённой пришлось выйти замуж за опального старого боярина Дружину Морозова, чтобы её насильно не взял в жёны ненавистный ей опричник князь Афанасий Вяземский, который совершенно обезумел от страсти — даже ездит на мельницу колдовать, страдая от неразделённой любви к Елене. Уверенный, что и его ждёт опала, Серебряный прибывает к царю, но царь милует его благодаря заступничеству сына Малюты Скуратова Максима и своего приближённого Бориса Годунова.
Вскоре Вяземский с косвенного разрешения царя вероломно нападает на дом Морозова и увозит Елену. Он берёт её силой, но сам от полученных ран теряет сознание, и женщине удаётся бежать. В итоге, она укрывается в монастыре.
Ближайшие приспешники царя (Афанасий Вяземский, Фёдор Басманов и Малюта Скуратов) плетут друг против друга интриги. Басманов, замечая, что Иван Грозный охладел к нему, наговаривает на Вяземского, будто тот занимается колдовством, намереваясь извести царя. При этом Басманов берёт у того же колдуна амулет, намереваясь вернуть царскую любовь. Фёдора, в свою очередь, оговаривает Скуратов. Царя же преследуют видения его злодеяний, ему мерещится юродивый Василий, взывающий к его совести, и его покойная жена царица Анастасия, к воссоединению с которой он тщетно стремится.
Тем временем Серебряный попадает в тюрьму за разбойное нападение на опричников, но его вызволяют благодарные ему разбойники и провозглашают своим атаманом. Серебряный уговаривает их бросить разбой и идти воевать с захватчиками-татарами, в бою с которыми он одерживает победу.
Морозов, выживший при нападении, требует у царя суда над Вяземским, тот объявляет, что дело решится поединком — божьим судом. Оба выставляют от своего лица поединщиков, побеждает человек Морозова. Иван Грозный приказывает казнить Вяземского, приписав ему также и занятие колдовством (со слов Басманова). Не желая окончательно миловать Морозова, он назначает его своим шутом, чтобы унизить. Боярин открыто обличает царя, и тот приказывает казнить и его, за дерзость. По наущению Скуратова, царь обвиняет в колдовстве и Басманова, и, не обращая внимания на его мольбы, приказывает казнить и его (последняя казнь всё же срывается благодаря юродивому Василию).
Серебряный спешит отыскать Елену, но она, измученная страхом и пережитыми несчастьями, к тому времени уже приняла постриг в монашество. Князь впадает в отчаяние.

## В ролях
- Кахи Кавсадзе — царь Иоанн Грозный, Василий Блаженный (озвучил Сергей Малишевский)
- Игорь Тальков — князь Никита Романович Серебряный (роль озвучена другим актёром)
- Лариса Шахворостова — Елена, возлюбленная Серебряного
- Станислав Любшин — боярин Дружина Андреевич Морозов, муж Елены
- Андрей Мартынов — Малюта Скуратов, глава опричников
- Пётр Татарицкий — Максим  Скуратов, сын Малюты (вымышленный персонаж)
- Андрей Соколов — Вяземский, опричник
- Дмитрий Писаренко — Фёдор Басманов, опричник
- Андрей Толубеев — Борис Годунов, боярин, шурин царевича Фёдора Ивановича
- Николай Крючков — Коршун, разбойник
- Владимир Антоник — Ванюха Перстень, он же Иван Кольцо, атаман разбойников
- Галикс Колчицкий — митрополит Филипп (озвучил Рогволд Суховерко)
- Валерий Гаркалин — Васька Грязной, опричник
- Валентин Кулик — Алексей Басманов, опричник, отец Фёдора Басманова
- Евгений Шутов — Михеич, слуга князя Серебряного
- Сергей Колесников — Хлопко, разбойник
- Иван Рыжов — мельник-колдун (роль озвучена другим актёром)
- Александр Яковлев — Матвей Хомяк, опричник
- Зоя Буряк —  Паша, холопка
- Стефания Станюта — Ануфриевна
- Валентина Титова — настоятельница монастыря
- Сергей Бирюлин — стремянной
- Леонид Филаткин — Терешка, палач
- Ольга Дроздова — Анастасия, первая жена Иоанна Грозного
- Николай Сморчков — стрелец
- Александр Грунда
- Валерий Долженков — разбойник

## Съёмки

### Места съёмок
Основные съёмки фильма проходили на территории Крутицкого подворья в Москве, в Алабино, в Суздале и в селе Любец Ковровского района.

### Съёмочный процесс
Исполнитель главной роли Игорь Тальков так охарактеризовал трудности, с которыми пришлось столкнуться во время съёмок:

Я столкнулся с массой трудностей на фильме «Князь Серебряный», чисто административных трудностей: когда я приезжал на съёмку ничего не было готово, мне приходилось терять очень много времени на ожидание… Когда у меня отваливались сабли в кадре… Когда мне подавали лошадей, — лошади были разные, на коричневой я в кадр въезжал, на чёрной я выезжал, хотя спонсоры мне обещали скакуна арабского на эту съемку, но со скакуном ничего не получилось, и вот мне пришлось сниматься на водовозных клячах.— Игорь Тальков о съёмках фильма «Князь Серебряный»
- Изначально режиссёром картины предполагался Алексей Салтыков, снявший в итоге на ту же тему свой фильм «Гроза над Русью»[2].
- Первоначальное название картины — «Князь Серебряный» — также было изменено из-за конфликта Алексея Салтыкова с продюсером фильма Исмаилом Таги-Заде и последовавшей после этого череды скандалов
- На роль Вяземского пробовался брат Игоря Талькова Владимир.
- У Игоря Талькова во время съёмок возник конфликт с продюсером Исмаилом Таги-Заде[3]. Тальков отказался дальше сниматься. Он негативно отзывался об этом фильме[4]. По его мнению, историческую повесть Алексея Толстого превратили в «порнографию».[5][неавторитетный источник]